# Long Bình Điền
Long Bình Điền là một xã thuộc huyện Chợ Gạo, tỉnh Tiền Giang, Việt Nam.

## Địa lý
Xã Long Bình Điền có diện tích 11,92 km², dân số năm 2013 là 11.875 người, mật độ dân số đạt 996 người/km².

## Lịch sử
Ngày 30 tháng 9 năm 2020, HĐND tỉnh Tiền Giang ban hành Nghị quyết số 18/NQ-HĐND về việc sáp nhập ấp Tân Long vào ấp Điền Lợi.